# Potbrood

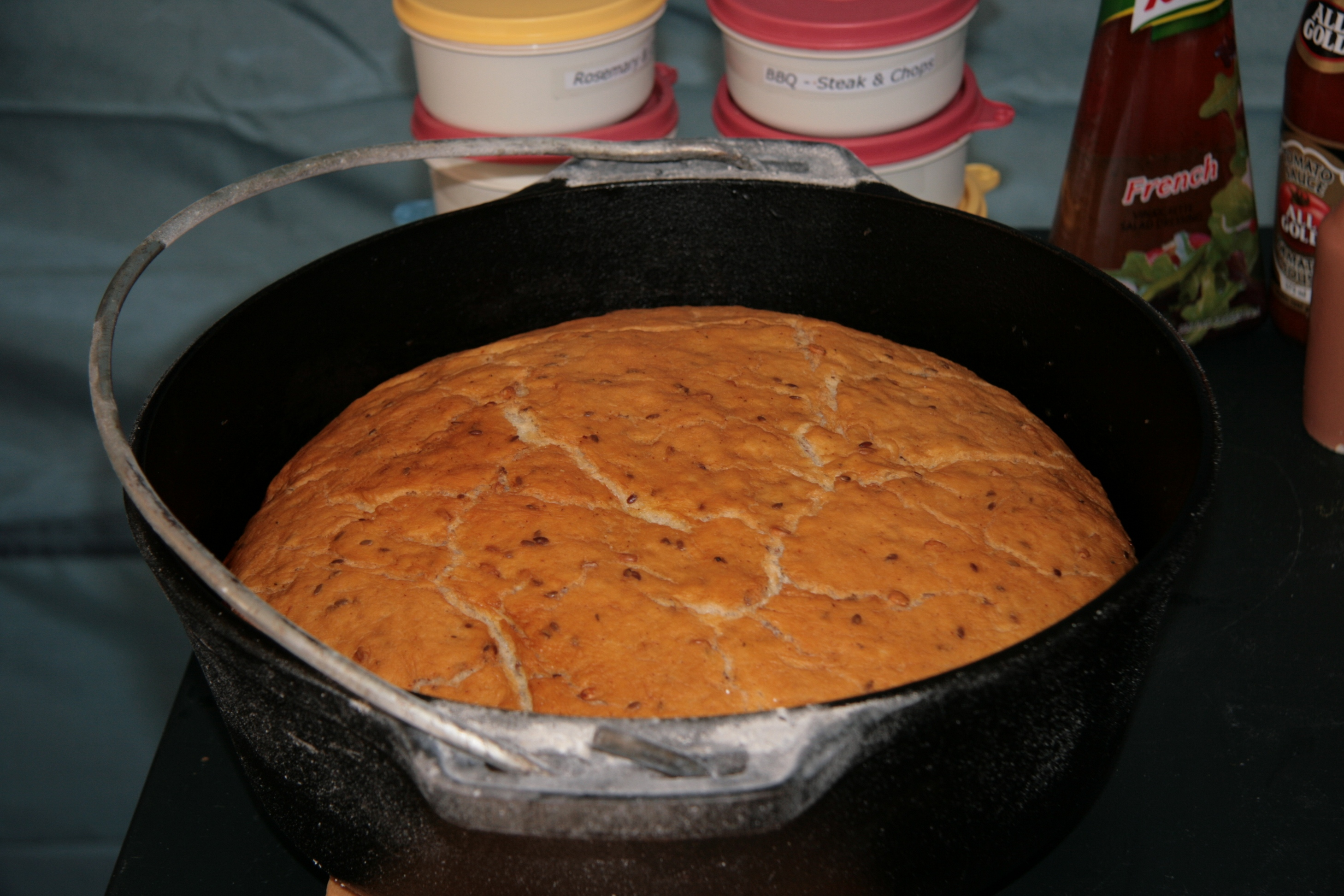
Potbrood

Potbrood is een gerecht uit Zuid-Afrika. Het brood werd oorspronkelijk door Boeren in een gietijzeren braadpan bereid (de pot), waarbij de pan op hete kolen in een kuil werd geplaatst.
Het brood bestaat uit bloem, gist, suiker, eieren, zout, melk en boter.
Het potbrood is populair geworden als onderdeel van de braai.